# Bose–Einstein-kondensat

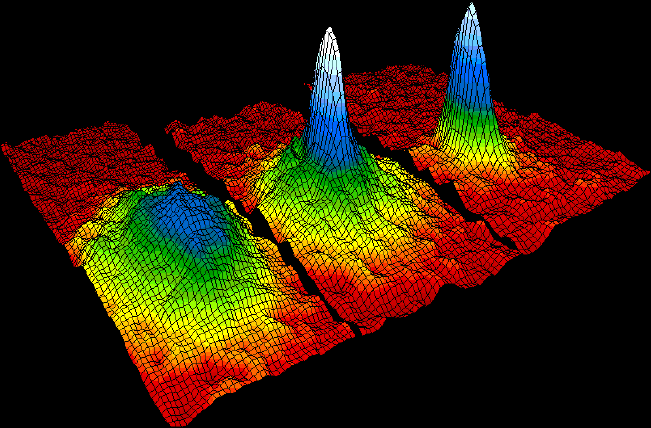
Bose–Einstein-kondensat av rubidiumatomer vid 170 nanokelvin.

Ett Bose–Einstein-kondensat är ett aggregationstillstånd som en förtunnad gas av bosoner, till exempel atomer med heltaligt spinn, kan övergå till vid extremt låga temperaturer. Då sjunker bosonernas rörelseenergi och därmed deras rörelsemängd, vilket leder till att osäkerheten i deras position ökar. När osäkerheten överstiger avståndet mellan bosonerna blir de ourskiljbara partiklar. De hamnar i samma kvantmekaniska grundtillstånd med samma vågfunktion. Bosonernas fas blir koherent och det kan ge upphov till interferens- och diffraktionsmönster på ett sätt som är jämförbart med laserljus.
Ett Bose–Einstein-kondensat framställdes första gången 1995, då Eric Cornell och Carl Wieman lyckades kyla ner en gas av rubidiumatomer till temperaturen 1,7×10−7 kelvin (170 nanokelvin eller −273,14999983 °C). För detta tilldelades de, tillsammans med Wolfgang Ketterle, Nobelpriset i fysik 2001.
Detta tillstånd av materia förutspåddes först av Satyendra Nath Bose och Albert Einstein 1924–1925. Bose skickade en uppsats om kvantstatistik som handlade om ljuskvanta (nu kallade fotoner) till Einstein. Uppsatsen innehöll en alternativ härledning av Plancks strålningslag. Einstein blev imponerad; han översatte själv uppsatsen från engelska till tyska och såg till att den blev publicerad i  Zeitschrift für Physik. Sedan utvidgade Einstein tillämpningen av Boses idéer till partiklar med massa i två andra artiklar.
I november 2010 lyckades man få fotoner i Bose–Einstein-kondensatform.
I juni 2020 framställdes Bose–Einstein-kondensat för första gången på den internationella rymdstationen ISS i anordningen Cold Atom Laboratory. På grund av den rådande mikrogravitationen på ISS kunde fenomenet studeras med större noggrannhet och under längre tid än vad som tidigare varit möjligt.